# Una vendedora egipcia de alfarería en Guiza
Un vendedora egipcia de alfarería en Guiza es una de varias pinturas de mujeres orientales de la pintora polaco-danesa Elisabeth Jerichau-Baumann. Se considera una de sus mejores obras.

## La artista
Elisabeth Baumann estudió en la Academia de Arte de Düsseldorf entre 1838 y 1845. En 1846 se casó con el escultor danés Jens Adolf Jerichau en Roma y se mudó a Copenhague. 
A lo largo de su vida, Jerichau-Baumann viajó mucho. En la década de 1850, visitó Oriente Próximo y el Magreb en viajes de placer con su marido. Posteriormente visitó Turquía, Grecia y Egipto en dos viajes más, en 1869-1870 y nuevamente en 1874-1875, ahora con el motivo expreso de pintar diferentes motivos en el estilo orientalista popular. El movimiento orientalista había ganado protagonismo con artistas como Jean-Auguste-Dominique Ingres, Eugène Delacroix y Jean-Léon Gérôme. En la década de 1830, Martinus Rørbye fue el primer artista danés en producir pinturas de la región. Henriette Browne fue la primera artista en ofrecer una perspectiva femenina sobre la temática orientalista.

## Historia
Jerichau-Baumann pintó la obra al regreso de su viaje a Turquía, Grecia y Egipto en 1874-1875. Fue terminada en Roma en 1878. El cuadro fue posiblemente encargado por el sultán Abdulaziz, pero aún no estaba terminado en el momento de su muerte en 1877. El cuadro fue expuesto en la Exposición de Charlottenborg en 1879. Estuvo a la venta por 3.500 coronas danesas, pero no encontró comprador. Después de su muerte, se vendió en una subasta de su patrimonio en 1883 por 2.100 coronas danesas a Ida Marie Suhr. Más tarde donó su patrimonio de Petersgaard y el cuadro a su sobrino Jens Juel. Tras su muerte, el cuadro fue vendido por su viuda Clara Iuel en una subasta de Bruun Rasmussen en 1977 por 16.000 coronas danesas a Ludwig Karl Erich Christian Detlev Alexander Graf zu Reventlow, residente en Hamburgo. El 27 de noviembre de 1996, se puso nuevamente a la venta en una subasta de Bruun Rasmussen, pero no logró alcanzar el precio mínimo de un millón de coronas danesas. Posteriormente fue vendido a un precio desconocido a la actriz y escritora Birgit Pouplier. En 1996 publicó la novela biográfica Lisinka sobre Jerichau-Baumann. Tras su muerte, fue vendida por su marido Knud Jerichau Nielsen a la Galería Nacional de Dinamarca en 2016.

## Descripción
La obra representa en primer plano a una joven que viste una prenda oscura bastante transparente y mira directamente al espectador, bajo la sombra del toldo de su puesto, sentada sobre una alfombra, con los tobillos cruzados. El conservador jefe e investigador principal de la Galería Nacional de Dinamarca, Peter Nørgaard Larsen, quien ha clasificado la pintura entre sus obras favoritas de la colección del museo, ha observado: «Se percibe la presencia de una personalidad fuerte que no está dispuesta a ser simplemente un objeto sexual, sino que posee una sólida autoestima. En este sentido, las pinturas de Elisabeth Jerichau Baumann son muy diferentes de lo que generalmente llamamos orientalismo europeo — una larga tradición de artistas masculinos que pintaban mujeres hermosas vestidas con muy poca ropa; cuadros pintados por hombres, comprados por hombres y contemplados por hombres. Ella poseía una sensibilidad diferente, como se aprecia en esta pintura, y eso la hace única en la historia del arte danés y europeo».

## Obras relacionadas

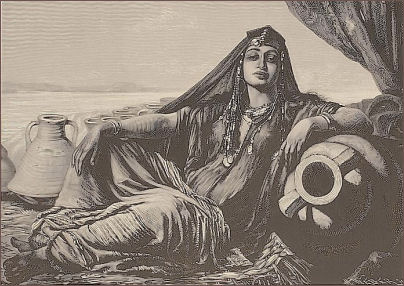
Ilustración de la obra Ägypten in Bild und Wort de Georg Ebers de 1879-1880.

La pintura está basada en otra pintura de Jerichau-Baumann, Vendedora de alfarería, de 1876, en la que la mujer posa en una posición relajada muy similar, pero con un fondo diferente. Este cuadro fue vendido en la subasta de los bienes de Jerichau-Baumann de 1883 al escritor Wilhelm Bergsøe. Esta pintura se utilizó como una de las numerosas ilustraciones en la monumental obra de Georg Ebers de 1879-1880 Ägypten in Bild und Wort. En 1998 fue vendida por Christie's en Londres por 60.000 libras.